# Kangury
Kangury (Macropodinae) – podrodzina torbaczy z rodziny kangurowatych (Macropodidae). Jest główną pod względem liczby gatunków podrodziną w obrębie rodziny kangurowatych.

## Budowa ciała
Kangury są zwierzętami o zróżnicowanej wielkości od małych filanderów, których masa ciała osiąga około 1 kg, po kangura rudego czy kangura olbrzymiego, u których samce mogą osiągać wzrost przekraczający 2 m przy masie ciała ponad 80 kg. Jak sugeruje nazwa naukowa podrodziny (Macropodinae), tylne kończyny kangurów są większe od przednich i zapewniają poruszanie się zwierzęcia szybkimi skokami. Jak wszystkie dwuprzodozębowce, kangury mają duże, wysunięte do przodu dolne siekacze, nie mają dolnych kłów, a ich kończyny mają przeciwstawne palce.
Kangury mają duże, owłosione, lecz niechwytne ogony, które zapewniają utrzymywanie równowagi podczas poruszania na dwóch kończynach lub większej stabilności zwierzęcia poruszającego się przy wykorzystywaniu czterech kończyn. Macropodinae mają duże uszy. Przedstawiciele podrodziny charakteryzują się widocznym dymorfizmem płciowym – samce są większe od samic. Ponadto u przedstawicieli obu płci kangura rudego i kangura górskiego ubarwienie sierści jest zróżnicowane. Większość kangurów ma 32 lub 34 zęby.

## Tryb życia
Większość kangurów prowadzi  nocny tryb życia, ale niektóre gatunki wykazują dobową aktywność późnym popołudniem i wczesnym rankiem. Kangury są roślinożercami przystosowanymi do przeżuwania pożywienia.

## Zasięg geograficzny
Kangury zasiedlają zróżnicowane tereny Australii, Nowej Gwinei i sąsiednich wysp – od suchych centralnych równin po zarośnięte, tropikalne lasy wybrzeża. Dzikie populacje odnotowywane są w różnych częściach świata – w Nowej Zelandii, na Hawajach, w Szkocji, Niemczech i Anglii. Ich istnienie jest skutkiem zamierzonych introdukcji lub ucieczek z hodowli.

## Systematyka
Podrodzina Macropodinae obejmuje trzy występujące współcześnie plemiona:
- Dorcopsini Prideaux & Warburton, 2010
- Dendrolagini Bonaparte, 1850
- Macropodini J.E. Gray, 1821

Opisano również rodzaje wymarły nie sklasyfikowany w żadnym z powyższych plemion:
- Nombe I. Kerr & Prideaux, 2022[7] – jedynym przedstawicielem był Nombe nombe (Flannery, Mountain & Aplin, 1983)